# Ermida de São Tomás da Vila Nova (São Mateus da Calheta)

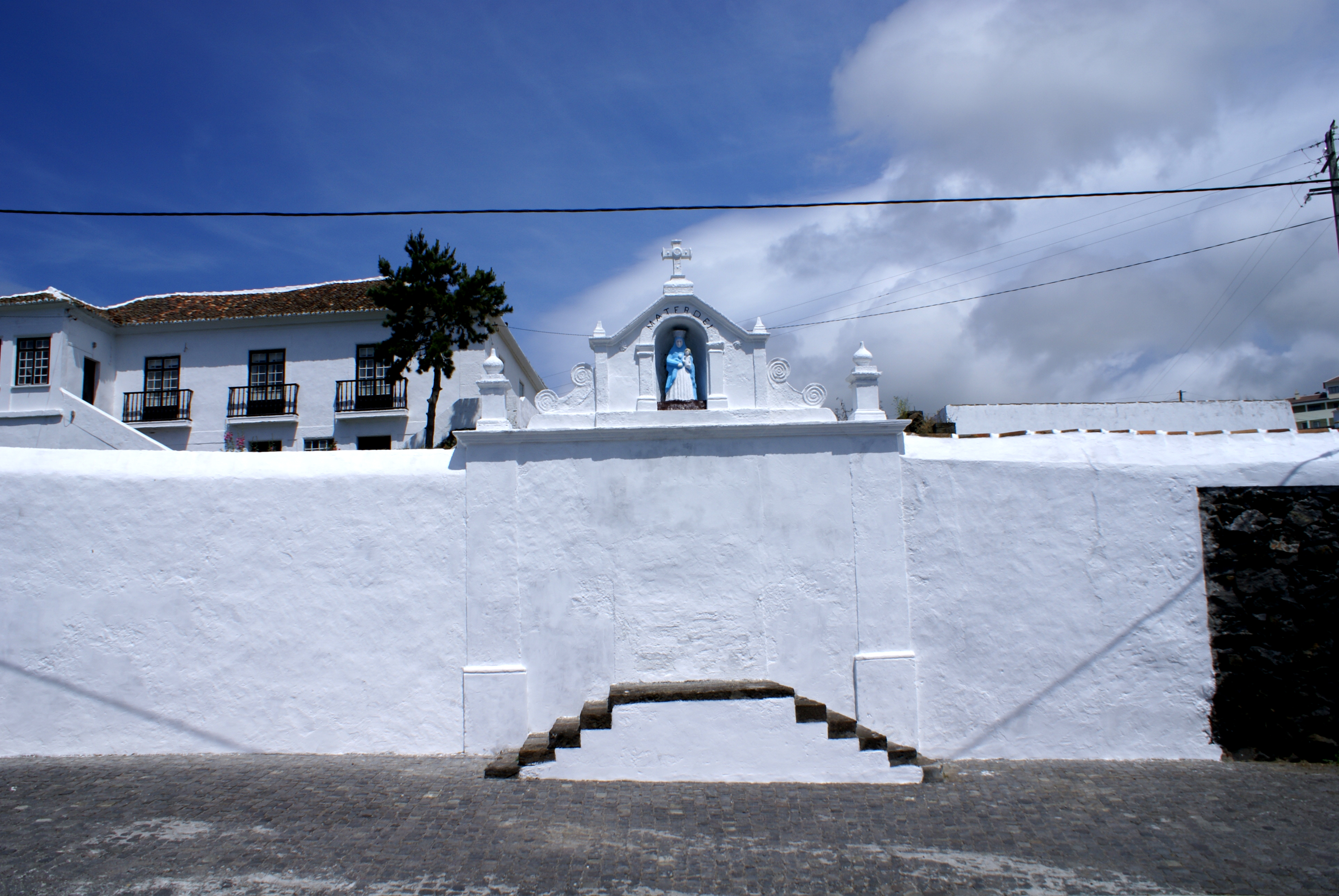
Fachada voltada à Via Pública da Ermida de São Tomás da Vila Nova, imagem "Mater Dei" (Mãe de Deus).

A Ermida de São Tomás da Vila Nova é uma ermida que se localizou na freguesia de São Mateus da Calheta, concelho de Angra do Heroísmo, ilha Terceira, arquipélago dos Açores, Portugal.
Desta ermida que apenas restam as paredes externas voltadas à Via Publica esteve outrora inserida no solar de Quinta de São Tomás da Vila Nova.